# Пароди, Тереса
Тере́са Паро́ди (исп. Teresa Parodi, настоящее имя Тереса Аделина Сельярес, исп. Teresa Adelina Sellares; род. 30 декабря 1947, Коррьентес) — аргентинская певица в стиле поп-фолк.
В 1980 г. выпустила первый альбом, «Тереса Пароди из Коррьентеса». В 1984 г. удостоена премии на Национальном фестивале народного творчества. Альбом «El purajhei» (1985) получил в Аргентине статус платинового. В дальнейшем становилась также лауреатом премии Ассоциации театральных критиков Аргентины (1994) и премии имени Карлоса Гарделя (2003). Удостоена звания Почетного гражданина Буэнос-Айреса в 2006 году.
Во время президентства Кристины Фернандес де Киршнер занимала пост министра культуры Аргентины, с мая 2014 года до конца президентства Киршнер в декабре 2015 года.